# Taira-jima
Taira-jima (jap. 平島, dt. „flache Insel“) ist eine der Tokara-Inseln, eine Untergruppe der Satsunan-Inseln. Die Insel hatte 2005 insgesamt 82 Einwohner und hat eine Fläche von 2,08 km². Die Insel besitzt keinen Flughafen und kann nur mit dem Boot erreicht werden. Taira-jima liegt 32 Kilometer südwestlich von Nakanoshima und ist die zweitkleinste bewohnte Insel des Archipels. Administrativ gehört sie zur Gemeinde Toshima, wo sie den Ortsteil Tairajima bildet.
Von Mai bis September gibt es eine Regenzeit.